# Pseudagrion civicum
Pseudagrion civicum är en trollsländeart som beskrevs av Maurits Anne Lieftinck 1932. Pseudagrion civicum ingår i släktet Pseudagrion och familjen dammflicksländor. Inga underarter finns listade i Catalogue of Life.